# Boris Rufimowitsch Weinberg
Boris Rufimowitsch Weinberg (russisch Борис Руфимович Вайнберг, englische Transkription Boris Rufimovich Vainberg; * 1938) ist ein russischer Mathematiker, der sich mit Analysis und mathematischer Physik befasst (Partielle Differentialgleichungen, Streutheorie).
Er wurde an der Lomonossow-Universität bei Samari Alexandrowitsch Halpern promoviert. Er lehrte von 1963 bis 1991 an der Lomonossow-Universität und ging 1991 als Gastprofessor an die University of Delaware. 1992 wurde er Gastprofessor und 1993 Full Professor an der University of North Carolina at Charlotte.

## Schriften
- Asymptotic Methods in Equations of Mathematical Physics, Gordon and Breach 1989 (russisches Original 1982)
- mit Wladimir Gilelewitsch Masja, M. Kuznetsov: Linear Water Waves: a mathematical approach, Cambridge University Press, 2002